# Rifugio Selvata
Das Rifugio Selvata (deutsch Selvata-Hütte) ist eine private Schutzhütte in der Brentagruppe im Trentino. Die 1910 erbaute Hütte ist in der Regel von Juni bis September geöffnet und verfügt über 32 Schlafplätze.

## Lage und Umgebung

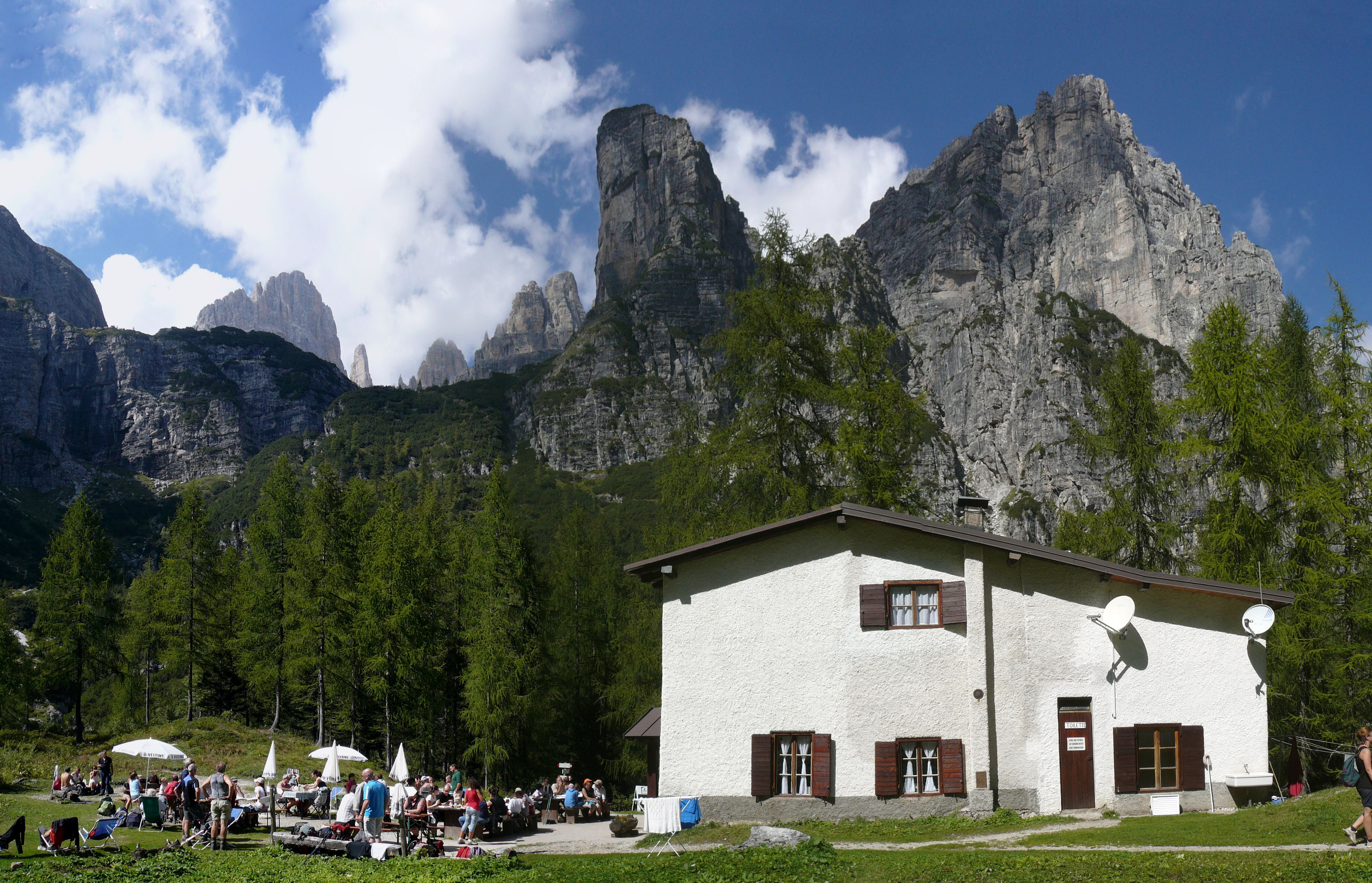
Das Rifugio mit dem Campanile Basso ganz im Hintergrund

Die Schutzhütte liegt an der Ostseite der Brenta oberhalb des Lago di Molveno am Pian della Selvata auf 1632 m s.l.m. im Naturpark Adamello-Brenta. Sie steht auf einer kleinen Lichtung knapp unterhalb der Baumgrenze an einem der Zugangswege, die von Molveno aus in die zentrale Brentagruppe führen.

## Zugänge
- Von Molveno 864 m ⊙ auf Weg 319 oder 332 in 2 Stunden
- Von Pradel 1367 m ⊙ auf Weg 340  in 1 Stunde 45 Minuten

## Nachbarhütten und Übergänge
- Zum Rifugio Tosa–Pedrotti, 2491 m ⊙ auf Weg 319, in 2 Stunden 30 Minuten
- Zum Rifugio Croz dell’Altissimo, 1430 m ⊙ auf Weg 340 in 30 Minuten